# Eleanor Josephine Macdonald

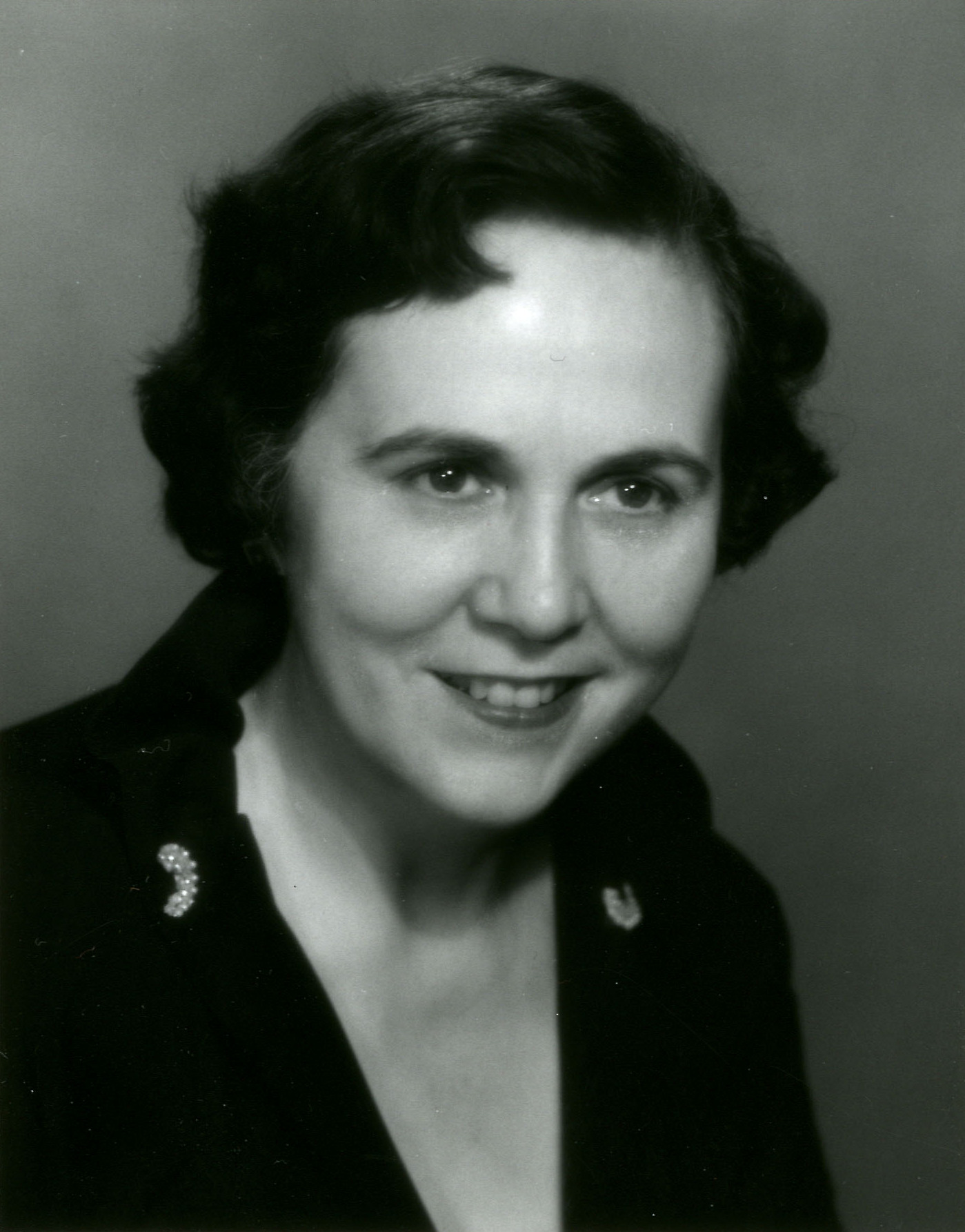
Eleanor Josephine Macdonald

Eleanor Josephine Macdonald (* 4. März 1906 in Somerville (Massachusetts); † 27. Juli 2007) war von 1948 bis 1974 Professorin für Epidemiologie am M. D. Anderson Hospital der University of Texas in Houston. Sie gilt als „die Architektin des ersten Krebsregisters der Welt“, das sie zwischen 1940 und 1948 in Hartford (Connecticut) aufgebaut hatte. Ihre Professur war die weltweit erste für die Epidemiologie von Krebs, und sie wies erstmals nach, dass ein Zusammenhang zwischen Sonnenstrahlung und Malignem Melanom besteht.

## Ausbildung
Eleanor Macdonald war das dritte von sechs Kindern von Angus Alexander Macdonald – einem Ingenieur schottischer Abstammung – und dessen Ehefrau Catharine Boland Macdonald, einer Konzertpianistin anglo-irischer Abstammung. Sie studierte bis 1928 am Radcliffe College Musik, Literaturgeschichte sowie Englisch und war im Anschluss an ihr Studium zunächst zwei Jahre lang als hauptberufliche Cellistin tätig. Ein mit ihrem Vater befreundeter Arzt bat sie dann um Hilfe beim Abfassen einer wissenschaftlichen Publikation, wodurch ihr Interesse an der Epidemiologie geweckt wurde.

## Laufbahn
Eleanor Macdonald bewarb sich daher 1930 um eine Stelle am Massachusetts Department of Public Health, wo gerade die weltweit erste Studie zur Häufigkeit von Krebs bei über 40-jährigen Personen begonnen hatte. Fünf Jahre lang wanderten sie und ihre Helferinnen in Massachusetts von Tür zu Tür und suchten private Haushalte auf, um diese über chronische Krankheiten ihrer Bewohner zu befragen. Das Ergebnis dieser Befragungen gilt heute als die weltweit erste bevölkerungsbezogene Studie zur Krebshäufigkeit. Aus ihr gingen in Massachusetts die weltweit ersten Aufklärungskampagnen zur Früherkennung von Krebs hervor.
Von 1940 bis 1948 arbeitete Macdonald für das State Health Department von Connecticut, wo sie gemeinsam mit einem Helfer sämtliche Krankenhäuser dieses US-Bundesstaates aufsuchte, alle verfügbaren Krankenakten von Krebspatienten sichtete und deren Überlebensdauer nachvollzog. Aus diesen Nachforschungen entstand das weltweit erste epidemiologische (auf die Bevölkerung einer Region bezogene) Krebsregister, ferner entwickelten sich hieraus die ersten Nachsorgeprogramme im Gebiet der Onkologie. In dieser Zeit verbrachte sie – die Autodidaktin im Gebiet der Statistik – zugleich ihre Wochenenden damit, am Memorial Sloan-Kettering Cancer Center eine Abteilung für medizinische Statistik aufzubauen und zu leiten.
1948 wurde Eleanor Macdonald als Professorin für Krebs-Epidemiologie nach Texas berufen, wo sie die folgenden 45 Jahre am M. D. Anderson Hospital in Houston tätig war. In El Paso (Texas) gründete sie ein weiteres epidemiologisches Krebsregister, dessen Datenbestand bis 1944 zurück reicht. Eines seiner Ergebnisse war der Nachweis, dass Hispanics seltener an Krebs erkranken als weiße US-Bürger und dass ein Zusammenhang zwischen Sonnenlicht und Hautkrebs besteht, der sich u. a. darin zeigt, dass die Bewohner Äquator-naher Regionen häufiger an Hautkrebs erkranken als die Bewohner nördlicher und südlicher Regionen. Aufgrund ihrer Datensammlung wurden zudem die weltweit ersten Versuche unternommen, Leukämie-Erkrankte durch eine Chemotherapie zu behandeln.

## Ehrungen
Eleanor Macdonald war u. a. Mitglied der American Association for the Advancement of Science und der American Public Health Association sowie – seit 1946 – der American Association for Cancer Research.

## Belege
1. ↑  zitiert aus einem Nachruf in: mdi 9, Heft 3, September 2007, S. 138 (herausgegeben vom Berufsverband Medizinischer Informatiker e. V., ISSN 1438-0900)
2. ↑  Biography: Eleanor Josephine Macdonald. (Memento vom 6. November 2012 im Internet Archive)

| Personendaten    | Personendaten                    |
| ---------------- | -------------------------------- |
| NAME             | Macdonald, Eleanor Josephine     |
| ALTERNATIVNAMEN  | Macdonald, Eleanor               |
| KURZBESCHREIBUNG | US-amerikanische Krebsforscherin |
| GEBURTSDATUM     | 4. März 1906                     |
| GEBURTSORT       | Somerville (Massachusetts)       |
| STERBEDATUM      | 27. Juli 2007                    |